# 尼康D4S
Nikon D4S是尼康公司将于2014年发布的专业级单镜头反光相机。初次亮相于2014年CES大会。